# Squeeze (The X-Files)
«Squeeze» es el tercer episodio de la primera temporada de la serie de televisión de ciencia ficción estadounidense The X-Files. Se estrenó en la cadena Fox el 24 de septiembre de 1993. «Squeeze» fue escrita por Glen Morgan y James Wong y dirigida por Harry Longstreet, con Michael Katleman dirigiendo metraje adicional. El episodio contó con la primera de las dos apariciones especiales de Doug Hutchison como el asesino en serie mutante Eugene Victor Tooms, un papel que volvería a interpretar en «Tooms». «Squeeze» es el primer episodio «monstruo de la semana» de The X-Files, una trama independiente que no está relacionada con la mitología general de la serie.
Los personajes principales de la serie son los agentes especiales del FBI Fox Mulder (David Duchovny) y Dana Scully (Gillian Anderson), que trabajan en casos secretos vinculados a lo paranormal, llamados expedientes X. Mulder cree en lo paranormal, mientras que a la escéptica Scully se le ha asignado la tarea de desacreditar su trabajo. En este episodio, Mulder y Scully investigan una serie de asesinatos ritualistas cometidos por alguien aparentemente capaz de exprimir su cuerpo a través de espacios increíblemente estrechos. Los agentes deducen que su sospechoso podría ser un mutante genético que ha estado matando en masa durante noventa años.
La producción de «Squeeze» fue problemática; Las diferencias creativas entre Longstreet y el equipo lo llevaron a ser reemplazado como director, mientras que algunas escenas faltantes debían filmarse después de la filmación inicial. Debido a estos problemas, la finalización del episodio se basó en técnicas de postproducción. Sin embargo, «Squeeze» ha recibido críticas positivas de los críticos de televisión, principalmente centrándose en la actuación de Hutchison y la resonancia de su personaje. Posteriormente, The Star describió el episodio como «el episodio que realmente vendió la idea de The X-Files a las masas». Los académicos han examinado «Squeeze» por su descripción de la política de la aplicación de la ley, destacando la tensión, evidente a lo largo de la serie, entre el deseo de los agentes de encontrar la verdad y su deber de asegurar condenas penales.

## Argumento
En Baltimore, el empresario George Usher llega a su edificio de oficinas. Es observado desde un desagüe pluvial por alguien que luego se cuela en el edificio trepando por el hueco del ascensor hasta el sistema de ventilación y mata a Usher extrayéndole el hígado.
El asesinato de Usher, el último de tres, se asigna al agente arribista del FBI Tom Colton (Donal Logue), quien recurre a Dana Scully (Gillian Anderson) en busca de ayuda. Colton está desconcertado por la falta de puntos de entrada y la aparente extracción de los hígados con las manos desnudas. Fox Mulder (David Duchovny) señala su similitud con una serie de asesinatos anteriores de 1933 y 1963. En la escena, se da cuenta de una huella dactilar alargada en la ventilación, que encuentra similar a algunos documentados en los expedientes X. Concluye que debido a que ocurrieron cinco asesinatos durante las series anteriores, los investigadores deberían esperar dos más.
Como Scully cree que el asesino volverá a las escenas de sus crímenes anteriores, ella y Mulder esperan en el estacionamiento del edificio de oficinas. Allí, atrapan a un hombre llamado Eugene Victor Tooms (Doug Hutchison) trepando por las salidas de aire. Tooms recibe una prueba de polígrafo, que incluye preguntas escritas por Mulder que lo relacionan con asesinatos que se remontan a 1903. Tooms pasa la mayor parte de la prueba, pero falla de manera crucial las preguntas de Mulder que colocan a Tooms en los asesinatos históricos. Sin embargo, Colton desestima las preguntas de Mulder y deja ir a Tooms. Para probar su afirmación a Scully, Mulder alarga y estrecha digitalmente las huellas dactilares de Tooms, mostrando que coinciden con las huellas en la escena del crimen. Mulder cree que Tooms es capaz de estirar y apretar su cuerpo en espacios estrechos. Esa noche, Tooms demuestra esto introduciéndose en una chimenea para reclamar otra víctima.
Mulder y Scully no encuentran documentación sobre la vida de Tooms. Visitan a Frank Briggs (Henry Beckman), un ex detective, que relata sus experiencias de la investigación de los asesinatos de 1933. Briggs saca fotografías antiguas de Tooms, que no ha envejecido en sesenta años, y les da la dirección del antiguo edificio de apartamentos de Tooms. Allí, Mulder y Scully encuentran un «nido» construido con periódicos y bilis en el espacio de acceso del edificio, así como varios artículos de trofeo tomados de víctimas pasadas. Mulder sospecha que Tooms es un mutante que puede hibernar durante treinta años seguidos después de consumir cinco hígados humanos. Cuando los dos se van, Tooms, que se esconde en las vigas, toma sigilosamente el collar que Scully lleva como nuevo trofeo.
Mulder y Scully ponen el apartamento bajo vigilancia, pero Colton les quita el trabajo. Mulder encuentra el collar de Scully en el apartamento de Tooms e intenta llamar a su pareja, pero su línea telefónica ha sido cortada. Tooms irrumpe en su apartamento a través de un pequeño orificio de ventilación para matarla, pero Mulder se apresura y lo detiene primero. Tooms es internado en una institución para criminales dementes donde comienza a construir otro nido con papel de periódico. En la institución, Scully le informa a Mulder que las pruebas médicas en Tooms muestran un sistema esquelético y muscular anormal, y un metabolismo en rápido declive. Cuando a Tooms se le da comida a través de una ranura en la puerta, él mira la ranura delgada y sonríe.

## Producción

### Preproducción

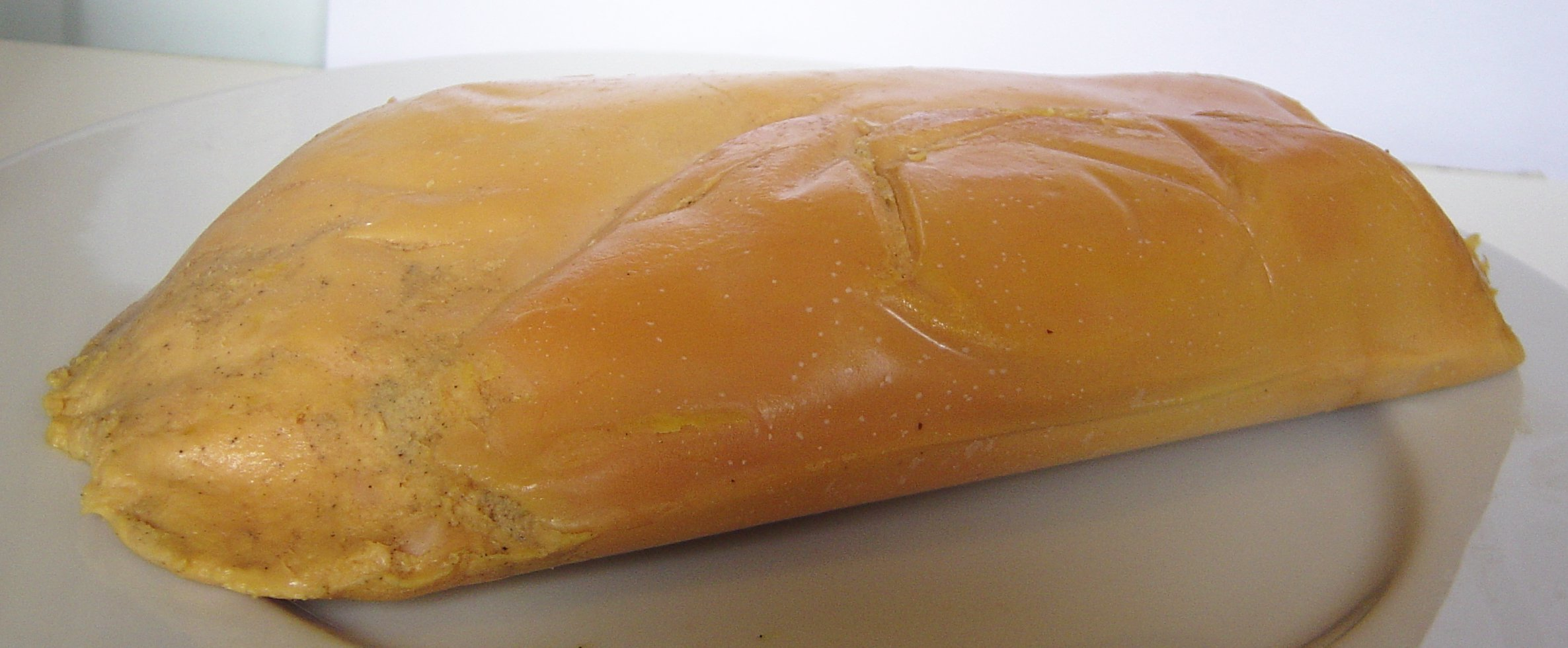
El creador de la serie, Chris Carter, sugirió que Tooms comiera hígados humanos después de probar foie gras, el hígado de un ganso engordado.

Después de dos episodios centrados en la «mitología» de la serie, o historia ficticia, «Squeeze» ayudó a establecer que el programa podría cubrir otros temas paranormales, y fue el primer episodio «monstruo de la semana» de The X-Files. El creador de la serie Chris Carter pensó que el programa no podría mantener su impulso a menos que se ramificara de las tramas previamente centradas en ovnis. Los coguionistas Glen Morgan y James Wong se inspiraron para escribir el episodio cuando miraron un conducto de ventilación fuera de su oficina y pensaron si alguien podría meterse dentro. Aunque el episodio tiene paralelos con la segunda película de Kolchak, The Night Strangler (1973), que presentaba a un hombre que comete asesinatos cada 21 años, Morgan y Wong han declarado que se inspiraron en los asesinos en serie Jack el Destripador y Richard Ramirez. Después de comer foie gras durante un viaje a Francia, Carter propuso la idea de que el villano debería consumir hígados humanos. Morgan señaló que los escritores se decidieron por el hígado porque era «más divertido» que cualquier otro órgano. La idea de que Tooms usara un nido para hibernar provino de Morgan y Wong; les gustó que si los agentes no podían atrapar a Tooms, él pudiera regresar después de semanas de inactividad.
El actor Doug Hutchison tenía 33 años cuando audicionó para el papel de Tooms, pero los productores inicialmente lo consideraron demasiado joven para el papel; Glen Morgan pensó que Hutchinson «parece tener doce años». Sin embargo, Hutchison impresionó a los escritores con su capacidad para hacer una transición repentina a un comportamiento de ataque, lo que los convenció de contratarlo. Relató que su interpretación de Tooms se inspiró en la «quietud» de la actuación de Anthony Hopkins en The Silence of the Lambs.

### Filmación
| Debes poner la cámara en ciertos lugares para asustar a la gente, y no debes poner la cámara en otros lugares, porque no los asustarás. Hubo muchas repeticiones. Hubo mucha magia editorial por Heather McDougall. Y estaban Jim y Glen, que trabajaron incansablemente para corregirlo. —Carter sobre la filmación del episodio. |

Las tomas de establecimiento exteriores del episodio y las de la casa de Tooms se filmaron alrededor de Hastings Street en Vancouver. Al filmar la primera toma de los ojos de Tooms brillando desde un desagüe pluvial, el equipo de producción llegó demasiado tarde para asegurar la calle para la filmación, y un equipo de construcción cercano fue reclutado temporalmente para proteger el área. El sistema de ventilación a través del cual se ataca a la primera víctima por la noche estaba previsto que fuera el de un edificio de estacionamiento. Sin embargo, para evitar una costosa operación de montaje de carpas para simular la noche, se construyó una réplica de las partes necesarias del sistema de ventilación en un nivel inferior del estacionamiento. Las tomas exteriores del apartamento de Scully también se filmaron en Vancouver, en el mismo lugar que se usó en el episodio piloto. Sin embargo, el uso de esta ubicación se suspendió más tarde debido al rango limitado de tomas que ofrecía; la mayoría de los ángulos inversos mostrarían un gran estacionamiento al otro lado de la calle.
Wong se sintió decepcionado con el director Harry Longstreet, alegando que no tenía respeto por el guion. Longstreet no había filmado una de las escenas del guion y no había obtenido cobertura de cámara adicional para las escenas que habían sido filmadas. Como resultado, Wong y otro director, Michael Katleman, volvieron a filmar varias escenas para una cobertura adicional para completar el episodio y filmaron la escena omitida y algunos insertos. Hutchison también tuvo dificultades con la dirección de Longstreet; encontró que las instrucciones de actuación que le dieron eran «ridículas». Morgan dijo que la producción del episodio fue problemática, sintiendo que «“Squeeze” realmente se salvó en posproducción». Duchovny también encontró problemas con la dirección de Longstreet, y no estuvo de acuerdo con la opinión del director sobre cómo debería retratarse a Fox Mulder. Al describir sus diferentes opiniones, Duchovny señaló que «el director quería que me enojara con este horrible asesino en serie. Yo estaba como, “¡No, este es un descubrimiento asombroso! No es moralmente culpable, porque está impulsado genéticamente”. Yo no juzgo a nadie».

### Posproducción
Para la toma en la que Tooms se desliza por una chimenea, los productores contrataron a un contorsionista que podía meterse en espacios reducidos. Filmaron el plano con la cámara parada debajo del contorsionista. La chimenea, que era «más parecida a un cinturón que a una tubería», se hizo para parecer mucho más estrecha de lo que realmente era. Usando imágenes generadas por computadora, pudieron producir y alargar tomas de los dedos del contorsionista. El productor R. W. Goodwin creía que el contorsionista, conocido solo como «Pepper», solo tendría un éxito limitado en la instalación de la chimenea y funcionaría principalmente como un doble de fotografía. Sin embargo, pudo caber completamente dentro de la chimenea; el equipo de producción solo necesitaba agregar algunos efectos de sonido «de huesos que se rompen y se parten».
La escena en la que Tooms entra en la casa de Scully se filmó inicialmente en ausencia de Hutchison. El equipo filmó su entrada más tarde, usando una pantalla azul más grande. Estas tomas se fusionaron digitalmente para que Tooms pareciera emerger de una escotilla mucho más pequeña que la filmada. El efecto se mantuvo al mínimo; El metraje de Hutchison no fue «exprimido» demasiado, ya que tanto Carter como el supervisor de efectos visuales Mat Beck han manifestado su creencia de que «menos es más: solo una pizca de lo sobrenatural es todo lo que se requiere».

## Temas
Aunque no tuvo un impacto directo en la historia en curso de The X-Files, «Squeeze» introdujo elementos temáticos clave en la serie. «Squeeze» ha sido descrito como «el episodio en el que Dana Scully debe elegir públicamente un bando». Anteriormente se había enfrentado a oficiales militares en «Deep Throat» y ha «redactado cuidadosamente» sus informes para proteger a su compañero Mulder del ridículo, pero un encuentro con el excolega Tom Colton la obliga a elegir abiertamente entre Mulder y la política del arribismo. Estos desarrollos con Colton «[enlazan] otro hilo entre su carrera y el resto del FBI», destacando una sensación de «exasperación y burla» de sus colegas, cuyas mentalidades representan modelos de realidad «institucionalmente aceptables».
Esta hostilidad sugiere que los problemas de la serie «no son epistemológicos; son políticos»: los agentes, Scully en particular, tienen que equilibrar la búsqueda de «la verdad» con la necesidad de asegurar condenas penales en sus casos. Este acto de equilibrio «entre investigar para descubrir la verdad y reunir pruebas para respaldar un caso judicial» se ha comparado con la postura percibida del FBI durante el mandato de la serie. En ese momento, la oficina se veía a sí misma como una agencia encargada de hacer cumplir la ley responsable de reunir pruebas para procesar casos penales. Existe una disparidad entre este enfoque y la percepción pública del papel del FBI como una organización que investiga una verdad objetiva y apolítica; esto llevó a la frustración pública «porque [la gente] cree incorrectamente que una sala de audiencias está diseñada para descubrir la verdad».

## Recepción

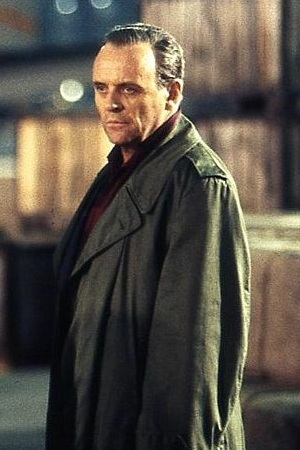
La estrella invitada Doug Hutchison basó su interpretación aclamada por la crítica de Tooms en Anthony Hopkins (en la foto) en The Silence of the Lambs.

«Squeeze» se estrenó en la cadena Fox el 24 de septiembre de 1993. La emisión inicial del episodio fue vista por aproximadamente 6,8 millones de hogares y 11,1 millones de espectadores. «Squeeze» obtuvo una calificación Nielsen de 7,2, con una participación de 13, lo que significa que aproximadamente el 7,2 por ciento de todos los hogares equipados con televisión, y el 13 por ciento de los hogares que ven televisión, sintonizaron el episodio.
Glen Morgan estaba muy satisfecho con la actuación de Hutchison, lo describió como un «as en la manga» y calificó su trabajo de «sobresaliente». Morgan pasó a escribir «Tooms», otro episodio de la primera temporada en el que el personaje regresa. El episodio de la segunda temporada «Soft Light» escrito por Vince Gilligan también haría referencia al personaje. Hutchison escribió una precuela de «Squeeze» titulada «Dark He Was and Golden-Eyed» y se la envió a Carter, pero el guion fue devuelto sin leer por razones legales. «Squeeze» ha sido descrito como el primer episodio de The X-Files en convertirse en horror, que llegó a ser uno de los géneros definitorios de The X-Files. La trama de «Squeeze» fue adaptada como novela para adultos jóvenes en 1996 por Ellen Steiber. El episodio también inspiró a «Folding Man», un episodio de la primera temporada de la serie de televisión Sanctuary.
En la retrospectiva de 1996 de Entertainment Weekly de la primera temporada, «Squeeze» obtuvo una calificación de B+; fue llamado «un episodio importante», y la interpretación de Hutchison de Tooms fue descrita como «profundamente espeluznante». Sin embargo, Thomas Sutcliffe del The Independent fue más crítico, ridiculizando la premisa en una reseña de 1994, como «completamente ridícula», y sarcásticamente describió la deducción de Mulder de las habilidades de Tooms como «claramente otro triunfo del método deductivo». Un artículo de 2008 en el Vancouver Sun enumeró «Squeeze» como uno de los mejores episodios independientes del programa, diciendo: «The X-Files se hizo conocido por sus episodios espeluznantes, el monstruo de la semana, y “Squeeze” fue el uno que lo empezó todo», y que, junto con «Tooms», «sigue siendo una de las cosas más aterradoras jamás vistas en televisión».
Keith Phipps, escribiendo para The A.V. Club en 2008, elogió el episodio, lo calificó con una A− y describió el papel de Hutchison como «el papel que lo lanzaría [a él] como un actor de carácter de referencia para los papeles espeluznantes». Phipps sintió que la escena culminante en la que Tooms se infiltra en la casa de Scully es «la escena que hace al episodio», y señaló que había «una sensación real de peligro» a pesar de estar claro que Scully, un personaje principal, no iba a sufrir ningún daño. Robert Shearman y Lars Pearson, en su libro Wanting to Believe: A Critical Guide to The X-Files, Millennium & The Lone Gunmen, señalan que la premisa del episodio es la primera de la serie en «no depender de leyendas urbanas aceptadas». Transmite su trama «absurda» a través de la sugestión, dejando cualquier secuencia de efectos especiales de las habilidades de Tooms hasta que la audiencia «ya se haya adaptado adecuadamente al absurdo». Sin embargo, Shearman y Pearson encontraron que el monólogo que compara los crímenes cometidos por Tooms con el Holocausto, dado por el detective retirado Briggs, era «no sólo innecesario sino de mal gusto». Calificaron el episodio con cuatro estrellas de cinco. Mumtaj Begum, que escribió para The Star de Malasia en 2008, describió «Squeeze» como «el episodio que realmente vendió la idea de The X-Files a las masas», y lo llamó «simplemente brillante».
En una columna especial para el número 1000 de Entertainment Weekly en 2008, el autor Neil Gaiman enumeró a Tooms como uno de sus monstruos favoritos, mientras que UGO Networks incluyó al personaje en una cuenta regresiva de 2011 de los «Mejores asesinos en serie de TV» y describió la actuación de Hutchison. como «súper espeluznante». También en 2008, Christine Seghers de IGN incluyó a Hutchison como la cuarta mejor estrella invitada de la serie en una cuenta regresiva entre los diez primeros, elogió su actuación «brillantemente perversa» y escribió: «Incluso cuando no parece estar haciendo nada, Hutchinson aún puede hacer que tu piel se erice con su mirada muerta, como de tiburón». En 2009, Connie Ogle de PopMatters incluyó a Tooms entre los mayores monstruos de la serie.

### Novelización
- Squeeze en Internet Speculative Fiction Database (en inglés)

- Datos: Q1061237